# Eriocaulon arupense
Eriocaulon arupense är en gräsväxtart som beskrevs av Pieter van Royen. Eriocaulon arupense ingår i släktet Eriocaulon och familjen Eriocaulaceae. Inga underarter finns listade i Catalogue of Life.